# Na dnie w Paryżu i w Londynie
Na dnie w Paryżu i w Londynie (ang. Down and Out in Paris and London) – autobiograficzna, pierwsza powieść George’a Orwella z 1933. Pamiętnik, zapisany w dwóch częściach, opisuje jego życie w ubóstwie, gdy przebywał w Paryżu i Londynie. Pierwsza część w konwencji łotrzykowskiej przedstawia nędzarskie życie w Paryżu; bohater przygodnie pracuje w tamtejszych restauracjach. Druga część utrzymana w konwencji podróżniczej opowiada o tułaczce Orwella po okolicach Londynu, portretując napotkane motele i ludzi żyjących na marginesie społeczeństwa.

## Fabuła
Główny bohater i zarazem narrator jest Anglikiem mieszkającym w paryskiej dzielnicy slumsów. Aby utrzymać się przy życiu, podejmuje się dorywczych prac fizycznych, pracuje jako pomywacz w restauracji hotelowej, wreszcie wraz z przyjacielem, Rosjaninem o imieniu Borys, otrzymuje pozornie dobrą pracę w nowo założonej restauracji, lecz nie dostaje zapłaty wskutek oszustw pracodawcy. Druga część powieści rozgrywa się w Londynie - bohater wyrusza tam, gdyż otrzymał kuszącą ofertę pracy jako nauczyciel prywatny. Termin rozpoczęcia pracy się jednak oddala i bohater jest zmuszony znów utrzymywać się z dorywczych prac i opieki społecznej, poznaje środowisko londyńskich bezdomnych, ulicznych rysowników.